# 26 pr. n. št.
26 pr. n. št. je bilo po julijanskem koledarju navadno leto, ki se je začelo na torek ali sredo, ali pa prestopno leto, ki se je začelo na ponedeljek, torek ali sredo (različni viri navajajo različne podatke). Po proleptičnem julijanskem koledarju je bilo navadno leto, ki se je začelo na ponedeljek.
V rimskem svetu je bilo znano kot leto sokonzulstva Avgusta in Tavra, pa tudi kot leto 728 ab urbe condita.
Oznaka 26 pr. Kr. oz. 26 AC (Ante Christum, »pred Kristusom«), zdaj posodobljeno v 26 pr. n. št., se uporablja od srednjega veka, ko se je uveljavilo številčenje po sistemu Anno Domini.

## Dogodki
- Kleopatra Selene II. se poroči z numidijskim kraljem Jubo II.; za poročno darilo jo Gaj Avgust Oktavijan imenuje za kraljico Mavretanije.
- Gaj Avgust Oktavijan prične s kampanjo proti Kantabrom v severni Hispaniji na čelu rimske armade (8 legij).

## Smrti
- Gaj Kornelij Gal, rimski pesnik govornik in politik (* 70 pr. n. št.)